# Jonas Nietfeld
Jonas Nietfeld (* 15. Januar 1994 in Minden) ist ein deutscher Fußballspieler.

## Karriere
Nachdem er in der Jugend von Hannover 96 gespielt hatte, ging Nietfeld 2011 zum FC Rot-Weiß Erfurt. In der Saison 2011/12 erzielte er in der A-Junioren-Bundesliga in 23 Spielen elf Tore, womit er nach Patrick Göbel zweitbester Torschütze der Erfurter war. Am dritten Spieltag der Saison 2012/13 debütierte er in der 3. Liga. Er wurde im Spiel gegen den Halleschen FC für Tom Bertram eingewechselt. In der U-19-Bundesliga erzielte Nietfeld in der Hinrunde der Saison 2012/13 neun Tore und gab acht Vorlagen in 13 Spielen. Am 28. August 2014 unterschrieb er einen Einjahresvertrag beim FC Schalke 04, mit dessen zweiter Mannschaft er in der Regionalliga West spielte. Zur neuen Saison 2015/16 wechselte Nietfeld in die Regionalliga Nordost zum FSV Zwickau, mit dem er Meister wurde und in die 3. Liga aufstieg. Nach dem Zwickauer Klassenerhalt in der dritten Liga wechselte er zur Saison 2017/18 zum Zweitligaaufsteiger SSV Jahn Regensburg, mit dem er überraschend Fünfter wurde.
Zur Saison 2019/20 verpflichtete der Hallesche FC den Stürmer in die 3. Liga. Seit der Saison 2020/21 ist er dort Mannschaftskapitän. Bis 2025 bestritt er für den HFC insgesamt 185 Ligaspiele, 2 DFB-Pokalspiele und 12 Landespokalspiele und gewann dreimal den Landespokal Sachsen-Anhalt. Nachdem die Hallenser 2024 aus der 3. Liga abgestiegen waren und der direkte Wiederaufstieg 2024/25 misslang, verließ Nietfeld den Klub zum Ligakonkurrenten VSG Altglienicke.

## Erfolge

### Mannschaftserfolge
- Aufstieg in die 3. Liga: 2016 mit FSV Zwickau
- Landespokalsieger Sachsen-Anhalt: 2023, 2024, 2025 mit Hallescher FC

### Persönliche Erfolge
- Torschützenkönig der Regionalliga Nordost 2015/16 (15 Tore)